# Taosa terminalis
Taosa terminalis är en insektsart som först beskrevs av Ernst Friedrich Germar 1830.  Taosa terminalis ingår i släktet Taosa och familjen Dictyopharidae. Inga underarter finns listade i Catalogue of Life.